# La Bagarre de la dernière chance
La Bagarre de la dernière chance (Black Gold) est un film américain réalisé par Leslie H. Martinson, sorti en 1962.

## Fiche technique
- Titre : La Bagarre de la dernière chance
- Titre original : Black Gold
- Réalisateur : Leslie H. Martinson
- Scénario : Bob Duncan, Wanda Duncan d'après une histoire de Harry Whittington
- Musique : Howard Jackson
- Producteur : James Barnett
- Société de production : Warner Bros.
- Durée : 98 minutes
- Film en noir et blanc
- Genre : Film d'aventure
- Dates de sortie :
  - Japon 21 juillet 1962
  - Mexique 14 février 1963
  - États-Unis : 11 avril 1963
  - Finlande : 23 août 1963

## Distribution
- Philip Carey : Frank McCandless
- Diane McBain : Ann Evans
- James Best : Jericho Larkin
- Fay Spain : Julie
- Claude Akins : Chick Carrington
- William Phipps : Albert Mailer
- Dub Taylor : Doc
- Ken Mayer : Felker
- Iron Eyes Cody : Charlie Two-Bits
- Vincent Barbi : Klein
- Rusty Wescoatt : Wilkins
- Harry Harvey : le juge de paix G. G. Jordan